# Pyrausta purpurascens
Pyrausta purpurascens is een vlinder van de familie van de grasmotten (Crambidae). De wetenschappelijke naam van deze soort is voor het eerst voorgesteld als Opsibotys purpurascens door George Francis Hampson in een publicatie uit 1893.
De soort komt voor in Sri Lanka.